# Établissement départemental de l'élevage
Pour les articles homonymes, voir EDE.
En France, un établissement départemental d’élevage (EDE) est chargé d’assurer sans faille la traçabilité des animaux de leur naissance à leur mort, que leur origine soit nationale ou étrangère, grâce à l’identification pérenne générale (IPG) des ruminants.

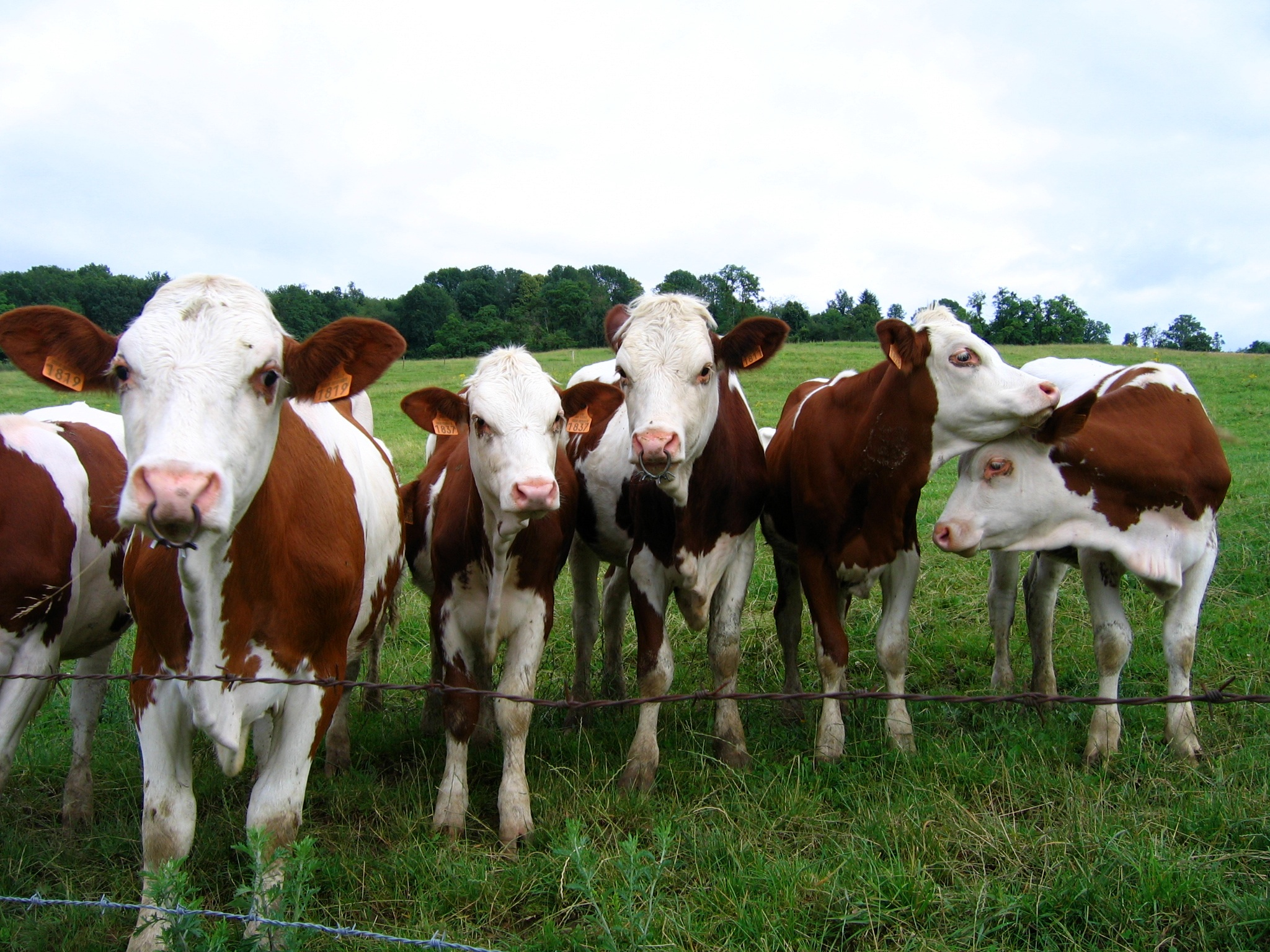
Génisses montbéliardes

## Système d'identification et d'enregistrement des animaux d’élevage
Les établissements départementaux d'élevage ont la responsabilité de mettre à jour la base de données nationale d'identification (BDNI).
Cette base a pour objet d'identifier et d'enregistrer les mouvements d'animaux d'élevage (bovins, ovins/caprins, porcins). Elle comprend les éléments suivants :
- des marques auriculaires pour l'identification des animaux ;
- des bases de données informatiques ;
- des passeports pour les animaux ;
- des registres individuels tenus dans chaque exploitation.

Les EDE s'appuient sur les ARSOE pour la gestion de leur système d'information.